# Zarzecze (Koprzywnica)
Zarzecze – część miasta Koprzywnica w Polsce, położona w województwie świętokrzyskim, w powiecie sandomierskim, w gminie Koprzywnica. Obecnie osiedle domków jednorodzinnych w Koprzywnicy, położone przeciwległej stronie pocysterskiego kościoła pw. NMP i św. Floriana. Nie posiada odrębnych władz administracyjnych, należy do miasta Koprzywnica.
W przeszłości była to samodzielna wioska (do 31 grudnia 2000 roku) ze statusem sołectwa Zarzecze, przynależąc do parafii pw. św. Floriana. W wyniku rozrostu dzisiejszego miasta Koprzywnica, włączono w jego skład wioskę Zarzecze, którą przekształcono na odrębne osiedle mieszkaniowe. Zdarzenia te miały miejsce w przededniu odzyskania przez Koprzywnicę praw miejskich w 2001 roku. A odebranych Koprzywnicy przez władze ówczesnego zaborcy rosyjskiego za udzielanie pomoc powstańcom przez ludność miejscową (lokalną) w 1864 roku.
W 1998 r. Zarzecze miało 248 mieszkańców i 48 gospodarstw o łącznej powierzchni 112,25 ha. 

## Historia
Zarzecze w źródłach historycznych nosi nazwę: Zarzecze Błotniste lub Błonie Minus. 
Zarzecze powstało zapewne w XV wieku na obszarze Błonia, należącego do klasztoru koprzywnickiego. Z kolei Zarzecze Klasztorne wzmiankowane jest dopiero w źródłach z 1578 r., jako Blonie seu Zadruze (Zadroże), na terenie którego mieszkało 8 kmieci na 2 łanach; dziesięcinę snopową oddawano klasztorowi koprzywnickiemu w wysokości 8 grzywien oraz świadczono rentę odrobkową w wysokości 2 dni (od 24 czerwca do 29 września), a później 1 dzień w tygodniu. 
W 1827 r. Zarzecze miało 17 domów i 116 mieszkańców. W 1884 r. część wsi zwana Zarzecze Suprymowane (poklasztorne) miało 13 domów, 81 mieszkańców i 217 mórg ziemi; Zarzecze Poduchowne (własność pokościelna) miało 5 domów, 43 mieszkańców i 103 morgi ziemi. 
W 1929 r. Zarzecze Suprymowane miało 29 domów i 158 mieszkańców, a Zarzecze Poduchowne 4 domy i 20 mieszkańców. 
Z dniem 1 stycznia 2001 r. Zarzecze weszło w skład miasta Koprzywnicy.
Obecnie części Zarzecza noszą nazwy: Blich oraz Zarzecze Poduchowne. Wśród obiektów fizjograficznych występują nazwy: Blich – pola, Górka – pola, Krotyska – pola, Łąki – pola, Małe Góry – pola, Paździerówki – pola, Sznurek – pola, Wodonica – pola, Zakapliczna Góra – wzniesienie, Zawąkopie – pola.